# Arlesheim
Arlesheim és un municipi del cantó de Basilea-Camp (Suïssa), cap del districte d'Arlesheim.

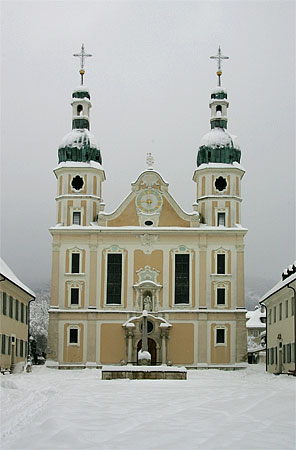
La catedral d'Arlesheim sota la neu